# Sławomir Mrożek
Sławomir Mrożek (Borzęcin, 30 de juny de 1930 - Niça, 15 d'agost del 2013) fou un escriptor i dramaturg polonès.

## Vida
Va començar la seva carrera com a periodista, però al final dels anys 50 va començar a escriure obres de teatre. La primera, Policja, la va escriure el 1958. Entre 1963 i 1996 va haver de viure fora de Polònia, a Itàlia, França i Mèxic, fins que el 1997 va tornar al seu país. La seva primera obra llarga, la més cèlebre, Tango (1964), es continua representant a tot Europa. L'obra de Mrozek es pot classificar dins l'estil de la literatura absurda, i les seves obres de teatre com a teatre de l'absurd, ja que per aconseguir l'efecte desitjat empra la distorsió de la realitat, la paròdia de situacions polítiques i històriques i l'humor.
A més de dramaturg, Mrozek també és autor de relats breus, generalment de tipus satíric i humorístic, reunits en volums com L'elefant, La mosca o L'arbre. Hi parodia la vida quotidiana dels polonesos, i moltes vegades retrata amb ironia la presumpta diferència entre el món comunista i el capitalista, sense adherir-se a cap dels dos. Va aprendre amb les seves obres que les narracions que escrivia feien referència a la vida d'aventures que li agradaria haver viscut.

## Obra

### Teatre
Algunes obres de teatre d'aquest autor són:
- 1958 - Policja (Policia)
- 1963 - Czarowna noc (Una nit qualsevol)
- 1964 - Tango (Tango)
- 1974 - Emigranci (Els emigrants)
- 1975 - Rzeznia (L'escorxador)
- 1984 - Letni dzien (Un dia d'estiu)
- 1987 - Portret (Retrat)
- 1992 - Wdowy (Les viudes)
- 1993 - Miłość na Krymie (Amor a Crimea)
- 2012 - Le adirectore mortius (El director mort)

### Narrativa
- 1953 - Opowiadania z Trzmielowej Góry
- 1953 - Półpancerze praktyczne
- 1957 - Słoń (L'elefant)
- 1959 - Wesele w Atomicach
- 1962 - Deszcz
- 1970 - Dwa listy i inne opowiadania (Dues cartes i altres relats)
- 1981 - Opowiadania (Relats)
- 1983 - Donosy
- Śpiąca Królewna (La bella dorment)
- Woda
- Ostatni husarz
- Zeszyt

## Traduccions al català

### Teatre
- Tango. Traducció de Jordi Voltas.
- Una nit qualsevol. Versió de Maurici Farré. València: Tres i Quatre, 1992.
- Les viudes. Un dia d'estiu. L'escorxador. Traducció de Josep Maria de Sagarra i Àngel. València: Tres i Quatre, 1995.

### Narrativa
- La vida difícil. Traducció de Bozena Zaboklicka i Francesc Miravitlles. Barcelona: Quaderns Crema, 1995.
- Dues cartes i altres relats. Traducció de Josep M. de Sagarra i Àngel. Barcelona: Quaderns Crema, 1997. (relats absurds)
- L'arbre. Traducció de Bozena Zaboklicka i Francesc Miravitlles. Barcelona: Quaderns Crema, 1998. (relats absurds)
- Joc d'atzar. Traducció de Bozena Zaboklicka i Francesc Miravitlles. Barcelona: Quaderns Crema, 2001. (relats absurds)